# Cissus intermedia
Cissus intermedia är en vinväxtart som beskrevs av Achille Richard. Cissus intermedia ingår i släktet Cissus och familjen vinväxter. Inga underarter finns listade i Catalogue of Life.